# Alexander Bruce (Geistlicher)
Alexander Bruce († um 17. Februar 1307 in Carlisle) war ein schottischer Geistlicher und Rebell.

## Herkunft und Aufstieg als Geistlicher
Alexander Bruce entstammte der schottischen Familie Bruce. Er war ein jüngerer Sohn von Robert de Brus, Earl of Carrick und dessen Frau Marjorie, Countess of Carrick. Als jüngerer Sohn sollte Alexander Geistlicher werden und studierte an der Universität Cambridge. Sein älterer Bruder Robert Bruce hatte sich während des Schottischen Unabhängigkeitskriegs 1302 dem englischen König Eduard I. unterworfen und kämpfte in den nächsten Jahren auf englischer Seite. Alexander profitierte vom Seitenwechsel seines Bruders und erhielt vom englischen König eine geistliche Pfründe. Er galt aus ausgezeichneter Schüler und soll eine hervorragende Karriere als Gelehrter vor sich gehabt haben. Im ersten Halbjahr 1303 erlangte er einen Abschluss als Master of Arts, die Kosten für die Feier dafür trug sein Bruder Robert Bruce. 1306 wurde er, wohl mit Unterstützung des englischen Königs, Dekan von Glasgow.

## Unterstützung der Rebellion seines Bruders und Tod
Robert Bruce rebellierte jedoch ab März 1306 gegen die englische Oberherrschaft in Schottland und erhob sich selbst zum König der Schotten. Er wurde jedoch im Sommer 1306 von den Engländern geschlagen und musste nach Westschottland und vermutlich weiter auf die Hebriden oder nach Ulster flüchten. Alexander unterstützte seinen Bruder. Zusammen mit seinem Bruder Thomas diente er vermutlich als Gesandter von Robert, um bei irischen Häuptlingen um Unterstützung im Kampf gegen die Engländer zu bitten. Anfang Februar 1307 schickte Robert ihn zusammen mit Thomas, Reginald Crawford und Malcolm MacQuillan, Lord of Kintyre als Vorausabteilung nach Südwestschottland. Sie landeten um den 9. Februar 1307 mit einer kleinen Streitmacht in Galloway. Dort sollten sie versuchen, von der lokalen Bevölkerung Unterstützung zu erhalten. Das Unternehmen endete in einer völligen Katastrophe. Sie wurden rasch von dem auf englischer Seite stehenden Dungal Macdowell gefangen genommen. Macdouall ließ MacQuillan und andere, weniger wichtige Gefangene sofort hinrichten und deren abgeschlagene Köpfe an den Prince of Wales senden. Alexander und Thomas wurden allerdings lebend an den englischen König ausgeliefert. Der schwer verwundete Alexander wurde zunächst zum Prince of Wales nach Wetheral in Cumberland geschickt. Von dort wurde er weiter zur Hinrichtung zu Eduard I. nach Carlisle gebracht. Dort wurde er auf Befehl des Königs gehängt und geköpft. Der zeitgenössische englische Dichter Robert Mannyng beschrieb das tragische Ende von Alexander, den er als besten Studenten seiner Zeit in Cambridge bezeichnete.